# Storbritanniens Grand Prix 2016
Storbritanniens Grand Prix 2016 (officielt navn: 2016 Formula 1 British Grand Prix) var et Formel 1-løb som blev arrangeret 10. juli 2016 på Silverstone Circuit i Northamptonshire og Buckinghamshire, England. Det var det tiende løb i 2016-sæsonen. Løbet blev vundet af Mercedes-køreren Lewis Hamilton, som startede fra pole position. Dette var Hamiltons fjerde sejt for sæsonen. På andenpladsen kom Red Bulls Max Verstappen, mens Hamiltons teamkollega Nico Rosberg tog tredjepladsen. Rosberg kom i mål på andenpladsen, men blev efter løbet pålagt en tidsstraf på 10 sekunder for ulovlig radiokommunikation med teamet.

## Resultater

### Kvalifikation
| Pos.               | Nr. | Kører             | Konstruktør               | Del 1     | Del 2    | Del 3    | Grid |
| ------------------ | --- | ----------------- | ------------------------- | --------- | -------- | -------- | ---- |
| 1                  | 44  | Lewis Hamilton    | Mercedes                  | 1.30,739  | 1.29,243 | 1.29,287 | 1    |
| 2                  | 6   | Nico Rosberg      | Mercedes                  | 1.30,724  | 1.29,970 | 1.29,606 | 2    |
| 3                  | 33  | Max Verstappen    | Red Bull Racing-TAG Heuer | 1.31,305  | 1.30,697 | 1.30,313 | 3    |
| 4                  | 3   | Daniel Ricciardo  | Red Bull Racing-TAG Heuer | 1.31,684  | 1.31,319 | 1.30,618 | 4    |
| 5                  | 7   | Kimi Räikkönen    | Ferrari                   | 1.31,326  | 1.31,385 | 1.30,881 | 5    |
| 6                  | 5   | Sebastian Vettel1 | Ferrari                   | 1.31,606  | 1.30,711 | 1.31,490 | 111  |
| 7                  | 77  | Valtteri Bottas   | Williams-Mercedes         | 1.31,913  | 1.31,478 | 1.31,557 | 6    |
| 8                  | 55  | Carlos Sainz, Jr. | Toro Rosso-Ferrari        | 1.32,115  | 1.31,708 | 1.31,989 | 7    |
| 9                  | 27  | Nico Hülkenberg   | Force India-Mercedes      | 1.32,349  | 1.31,770 | 1.32,172 | 8    |
| 10                 | 14  | Fernando Alonso   | McLaren-Honda             | 1.32,281  | 1.31,740 | 1.32,343 | 9    |
| 11                 | 11  | Sergio Pérez      | Force India-Mercedes      | 1.32,336  | 1.31,875 |          | 10   |
| 12                 | 19  | Felipe Massa      | Williams-Mercedes         | 1.32,146  | 1.32,002 |          | 12   |
| 13                 | 8   | Romain Grosjean   | Haas-Ferrari              | 1.32,283  | 1.32,050 |          | 13   |
| 14                 | 21  | Esteban Gutiérrez | Haas-Ferrari              | 1.32,237  | 1.32,241 |          | 14   |
| 15                 | 26  | Daniil Kvjat      | Toro Rosso-Ferrari        | 1.32,553  | 1.32,306 |          | 15   |
| 16                 | 20  | Kevin Magnussen   | Renault                   | 1.32,729  | 1.37,060 |          | 16   |
| 17                 | 22  | Jenson Button     | McLaren-Honda             | 1.32,788  |          |          | 17   |
| 18                 | 30  | Jolyon Palmer     | Renault                   | 1.32,905  |          |          | 18   |
| 19                 | 88  | Rio Haryanto      | Manor-Mercedes            | 1.33,098  |          |          | 19   |
| 20                 | 94  | Pascal Wehrlein   | Manor-Mercedes            | 1.33,151  |          |          | 20   |
| 21                 | 12  | Felipe Nasr       | Sauber-Ferrari            | 1.33,544  |          |          | 21   |
| 107%-tid: 1.37,074 |     |                   |                           |           |          |          |      |
| —                  | 9   | Marcus Ericsson2  | Sauber-Ferrari            | ingen tid |          |          | PL2  |
| Kilde:             |     |                   |                           |           |          |          |      |

### Løbet
| Pos.   | Nr | Kører               | Konstruktør               | Omgange | Tid/Udgået  | Startpos. | Point |
| ------ | -- | ------------------- | ------------------------- | ------- | ----------- | --------- | ----- |
| 1      | 44 | Lewis Hamilton      | Mercedes                  | 52      | 1.34.55,831 | 1         | 25    |
| 2      | 33 | Max Verstappen      | Red Bull Racing-TAG Heuer | 52      | +8,250      | 3         | 18    |
| 3      | 6  | Nico Rosberg3       | Mercedes                  | 52      | +16,9113    | 2         | 15    |
| 4      | 3  | Daniel Ricciardo    | Red Bull Racing-TAG Heuer | 52      | +26,211     | 4         | 12    |
| 5      | 7  | Kimi Räikkönen      | Ferrari                   | 52      | +1.09,743   | 5         | 10    |
| 6      | 11 | Sergio Pérez        | Force India-Mercedes      | 52      | +1.16,941   | 10        | 8     |
| 7      | 27 | Nico Hülkenberg     | Force India-Mercedes      | 52      | +1.17,712   | 8         | 6     |
| 8      | 55 | Carlos Sainz, Jr.   | Toro Rosso-Ferrari        | 52      | +1.25,858   | 7         | 4     |
| 9      | 5  | Sebastian Vettel1,4 | Ferrari                   | 52      | +1.31,6544  | 111       | 2     |
| 10     | 26 | Daniil Kvjat        | Toro Rosso-Ferrari        | 52      | +1.32,600   | 15        | 1     |
| 11     | 19 | Felipe Massa        | Williams-Mercedes         | 51      | +1 omgang   | 12        |       |
| 12     | 22 | Jenson Button       | McLaren-Honda             | 51      | +1 omgang   | 17        |       |
| 13     | 14 | Fernando Alonso     | McLaren-Honda             | 51      | +1 omgang   | 9         |       |
| 14     | 77 | Valtteri Bottas     | Williams-Mercedes         | 51      | +1 omgang   | 6         |       |
| 15     | 12 | Felipe Nasr         | Sauber-Ferrari            | 51      | +1 omgang   | 21        |       |
| 16     | 21 | Esteban Gutiérrez   | Haas-Ferrari              | 51      | +1 omgang   | 14        |       |
| 175    | 20 | Kevin Magnussen5    | Renault                   | 49      | Gearkasse   | 16        |       |
| Ret    | 30 | Jolyon Palmer       | Renault                   | 37      | Gearkasse   | 18        |       |
| Ret    | 88 | Rio Haryanto        | Manor-Mercedes            | 24      | Kørt af     | 19        |       |
| Ret    | 8  | Romain Grosjean     | Haas-Ferrari              | 17      | Gearkasse   | 13        |       |
| Ret    | 9  | Marcus Ericsson2    | Sauber-Ferrari            | 11      | Motorenhed  | PL2       |       |
| Ret    | 94 | Pascal Wehrlein     | Manor-Mercedes            | 6       | Kørt af     | 20        |       |
| Kilde: |    |                     |                           |         |             |           |       |

Noter til tabellerne:
- 1:  - Sebastian Vettel fik en gridstraf på fem placeringer for en ikke-planlagt udskiftning af gearkasse.[2]
- 2:  - Marcus Ericsson deltog ikke i kvalifikationen grundet en kraftig ulykke i tredje træningsomgang.[2] Han blev senere givet tilladelse af løbsledelsen til at starte i løbet.[4]
- 3:  - Nico Rosberg kom oprindelig i mål på andenpladsen, men blev efter løbet pålagt en tidsstraf på 10 sekunder for at have modtaget ulovlig assistanse via radiokommunikation med teamet. Tidsstraffen flyttede han ned på tredjepladsen, bag Max Verstappen.[3][5]
- 4:  - Sebastian Vettel fik en tidsstraf på fem sekunder for at have presset Felipe Massa af banen.[3][6]
- 5:  - Kevin Magnussen udgik løbet, men blev klassificeret eftersom han havde fuldført over 90% af løbsdistancen.[3]

## Stillingen i mesterskaberne efter løbet
| Nr | +/- | Kører             | Point |
| -- | --- | ----------------- | ----- |
| 1  |     | Nico Rosberg      | 168   |
| 2  |     | Lewis Hamilton    | 167   |
| 3  | 1   | Kimi Räikkönen    | 106   |
| 4  | 1   | Daniel Ricciardo  | 100   |
| 5  | 2   | Sebastian Vettel  | 98    |
| 6  |     | Max Verstappen    | 90    |
| 7  |     | Valtteri Bottas   | 54    |
| 8  |     | Sergio Pérez      | 47    |
| 9  |     | Felipe Massa      | 38    |
| 10 |     | Romain Grosjean   | 28    |
| 11 | 2   | Nico Hülkenberg   | 26    |
| 12 |     | Carlos Sainz, Jr. | 26    |
| 13 | 2   | Daniil Kvjat      | 23    |
| 14 |     | Fernando Alonso   | 18    |
| 15 |     | Jenson Button     | 13    |
| 16 |     | Kevin Magnussen   | 6     |
| 17 |     | Pascal Wehrlein   | 1     |
| 18 |     | Stoffel Vandoorne | 1     |
| 19 |     | Esteban Gutiérrez | 0     |
| 20 |     | Jolyon Palmer     | 0     |
| 21 |     | Marcus Ericsson   | 0     |
| 22 |     | Felipe Nasr       | 0     |
| 23 |     | Rio Haryanto      | 0     |

| Nr | +/- | Konstruktør          | Point |
| -- | --- | -------------------- | ----- |
| 1  |     | Mercedes             | 335   |
| 2  |     | Ferrari              | 204   |
| 3  |     | Red Bull-TAG Heuer   | 198   |
| 4  |     | Williams-Mercedes    | 92    |
| 5  |     | Force India-Mercedes | 73    |
| 6  |     | Toro Rosso-Ferrari   | 41    |
| 7  |     | McLaren-Honda        | 32    |
| 8  |     | Haas-Ferrari         | 28    |
| 9  |     | Renault              | 6     |
| 10 |     | Manor-Mercedes       | 1     |
| 11 |     | Sauber-Ferrari       | 0     |